# Перша дільниця
Пе́рша дільни́ця (також 1-ша дільниця) — житловий масив у південно-східній частині Металургійного району Кривого Рогу.

## Загальні відомості
Закладений у 1931 р. через будівництво заводу «Криворіжсталь». Будівельний майданчик заклали в степу, де не було жодного природного орієнтиру. Тому геодезисти встановлювали польові покажчики за принципом «перша, друга, третя дільниці».[джерело?]
Спочатку існували споруди барачного типу, потім з'явилися цегляні будинки і котеджі для робітників і спеціалістів. Тепер територія з населенням понад 3 тисячі осіб поміж вулицею вул. Тбіліською та станцією Кривий Ріг (Червона).
На Першій дільниці розташовані прохідні на «Криворіжсталь».

## Інфраструктура
- Будинок культури «Народний дім»
- Школа № 15 ім. М.Решетняка[1]
- сквер Прокатників
- Церква Святих рівноапостольних Костянтина і Єлени

## Транспорт
Метро: гібридні маршрути 3М та 4М
Трамваї за маршрутами: № 1, 2, 5, 7, 10, 11, 17
Маршрутні таксі: № 9, 35, 75, 210, 236, 248, 281, 364

## Галерея

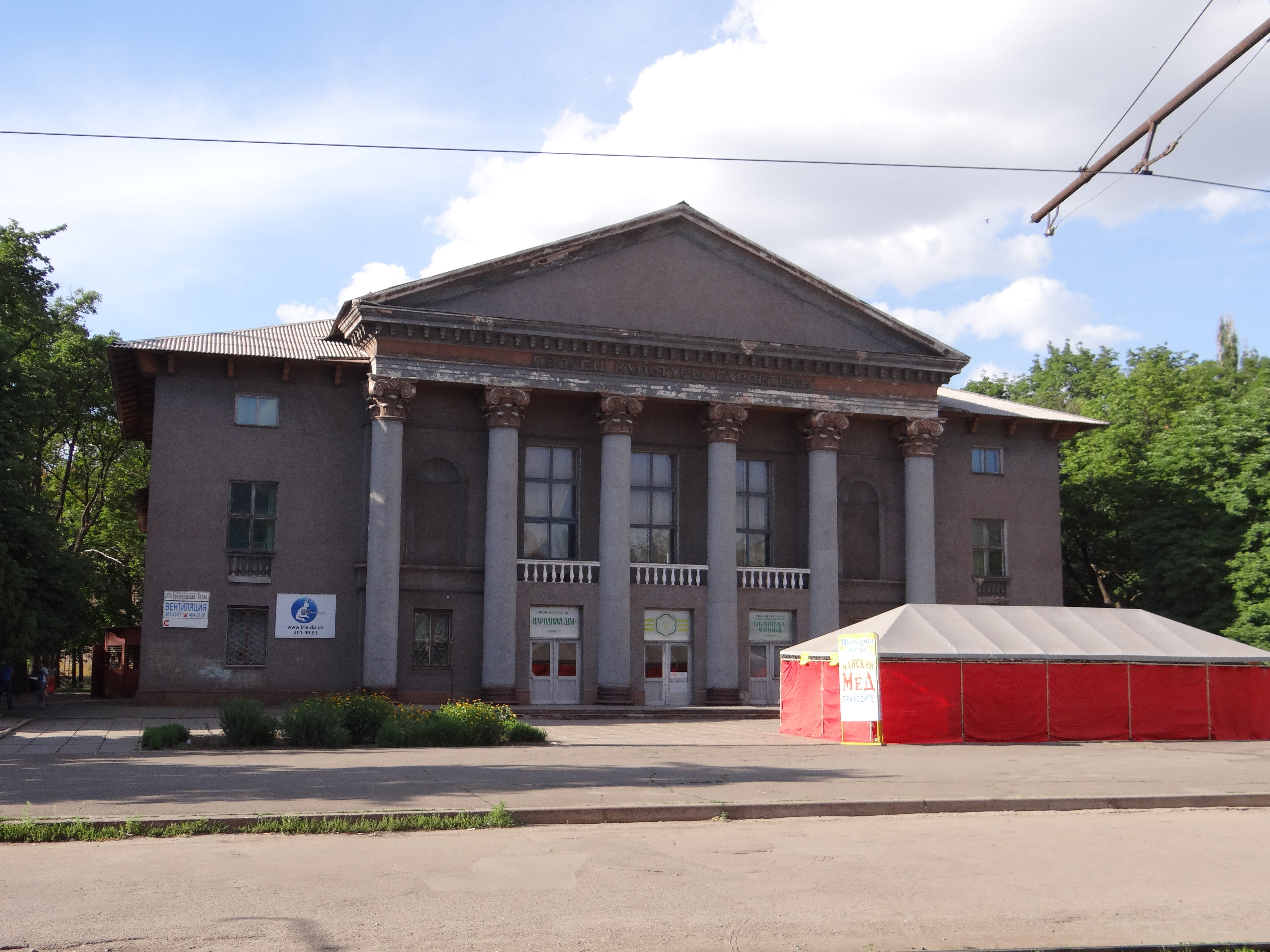
Будинок культури «Народний дім»
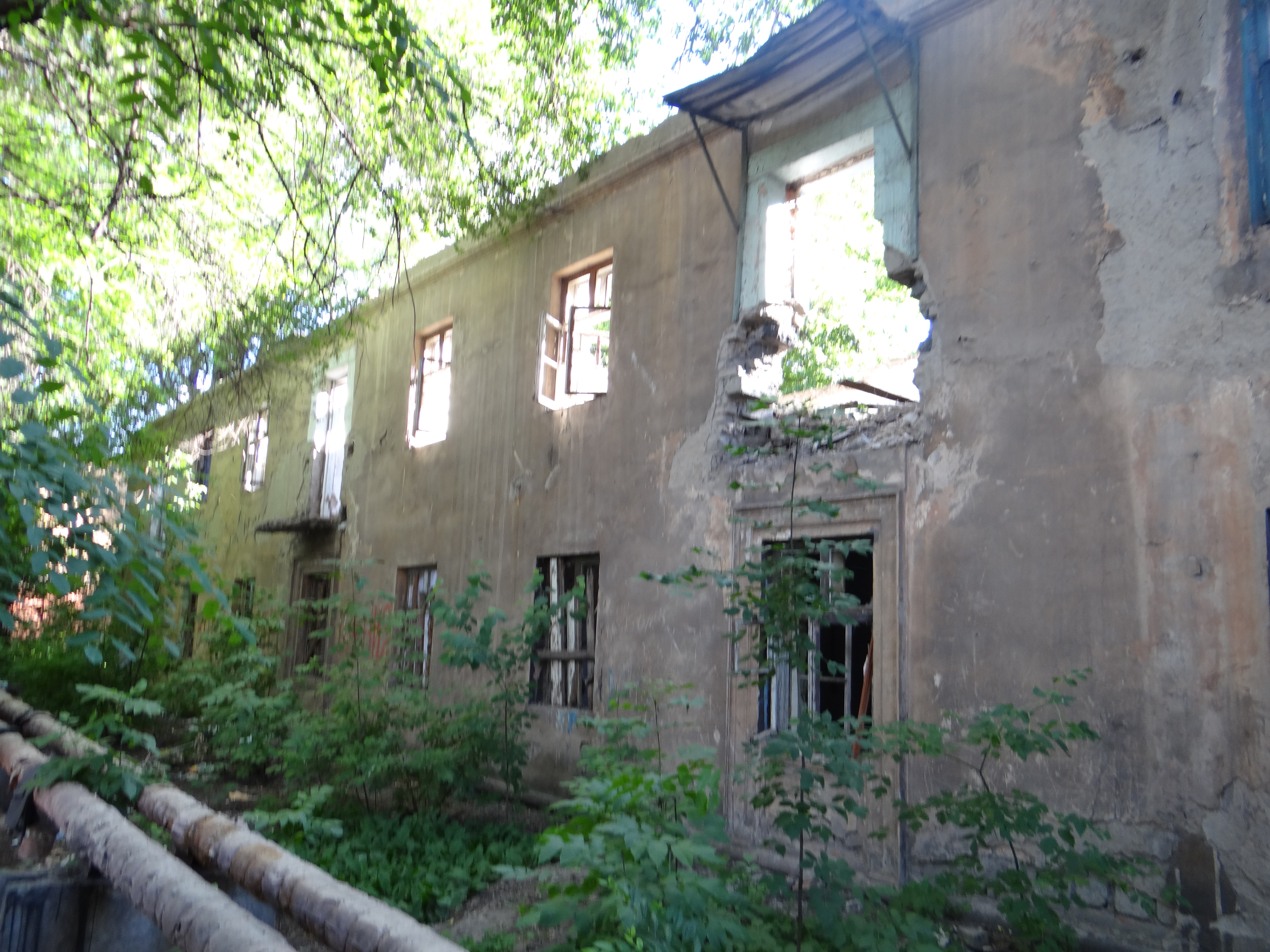
Нетрі